# 彦根市立西中学校
彦根市立西中学校（ひこねしりつ にしちゅうがっこう）は、滋賀県彦根市金亀町にある公立中学校。通称は「西中」（にしちゅう）。滋賀県内では珍しい、城堀の中に位置しており、彦根弘道館の跡地でもある。
「しゃちほこり君」がマスコットキャラクター。彦根市立中央中学校とともにユネスコスクールに認定されている。

## 沿革
- 1947年4月23日 - 仮称彦根市立第二中学校の開校式を彦根市立城東小学校で挙行（以後校舎は彦根市立金城小学校、青年学校の2校を借用）
- 1947年5月17日 - 4月1日に遡って彦根市立西中学校の設置を決定（校舎は青年学校を借用）
- 1952年 - 校歌の制定　山之口貘氏-作詞
- 1983年 - 彦根市立中央中学校と分離
- 2007年 - 60周年を迎える　「西中かんれき祭」を行う
- 2017年 - 70周年を迎える

## 通学区域
以下の2小学校区。
- 彦根市立城北小学校
- 彦根市立城西小学校

## 周辺施設
- 彦根城
- 滋賀大学
- ベイシア・カインズ

## 校内で撮影された作品
- 青い山脈[2]
- 君の膵臓をたべたい